# 马坡岭街道
马坡岭街道是中华人民共和国湖南省长沙市芙蓉区下辖的一个街道。
位于长沙马坡岭的国家杂交水稻工程技术研究中心已成为各国水稻科研工作者心目中的圣地。

## 行政区划
马坡岭街道下辖以下村级行政区划单位：
锦林社区、新安村、张公岭村和西龙村。